# Plena Manlibro de Esperanta Gramatiko
Plena Manlibro de Esperanta Gramatiko (PMEG, pol. Pełny Podręcznik Gramatyki Esperanckiej) – książka objaśniająca gramatykę esperanto w przystępnej formie. Autorem książki jest Bertilo Wennergen. Książka jest stworzona dla esperantystów, którzy chcą przestudiować gramatykę języka, budowę słów, zapis i wymowę.
Dla ułatwienia, książka nie zawiera terminów gramatycznych. Na przykład zamiast „substantivo” (z eo rzeczownik) używane jest „O-vorto” (O-słowo) i „A-vorto” (A-słowo) zamiast „adjektivo” (przymiotnik). Dzięki tym terminom można prościej opisać esperancką gramatykę. Używając tradycyjnej terminologii, słowa „tiu” (ten), „ambaŭ” (oba), „ties” (tego) byłyby przymiotnikami, ale zachowują się inaczej, niż przymiotniki zakończone na literę „a”. Dlatego na przykład wyrażenie „A-vorto” pozwala na pogrupowanie słów zachowujących się podobnie.
PMEG jest praktycznym podręcznikiem do nauki języka, a nie tak jak Plena Analiza Gramatiko de Esperanto (Pełna Analityczna Gramatyka Esperanto), dogłębną analizą języka dla językoznawców.

## Wydanie papierowe
Od 1995 do 2006, PMEG znajdował się tylko w Internecie, a od 2006 można zakupić wersję papierową, wydawaną przez Esperanto-USA. W 2020 E@L, we współpracy z La Ranetoj, opublikowali nową papierową wersję. Pierwsze wydanie książki ukazało się w 2005.